# Cisma nestoriano
El cisma nestoriano fue la separación entre la Iglesia católica y las iglesias afiliadas al nestorianismo en el siglo V, cuyo conflicto fue causado por las diferencias teológicas acerca de la naturaleza de Cristo entre estos dos bandos. Los personajes clave de este hecho fueron un monje llamado Nestorio, de un lado, y Cirilo de Alejandría, del otro.
La doctrina nestoriana sería adoptada por la Iglesia del Oriente, la iglesia cristiana de la Persia Sasánida, que en adelante también se le conocería como Iglesia Nestoriana. Sin embargo, en 544 el cisma llegó a su fin cuando el patriarca Aba I ratificó la decisión de Calcedonia.

## Origen
El nestorianismo toma como base las ideas de Nestorio, patriarca de Constantinopla de 428 a 431. Tiempo antes, Nestorio había sido alumno de Teodoro de Mopsuestia en la Escuela de Antioquía, de quien recibe influencia y sirve de inspiración a su pensamiento. Nestorio creía que la naturaleza humana y divina de Cristo eran distintas, por lo cual, estaba en contra de darle el título de Theotokos ("Madre de Dios") a la Virgen María y, en su lugar, proponía llamarla Christotokos ("Madre de Cristo").

## Desarrollo
Cirilo de Alejandría juzgó que la doctrina de Nestorio era contraria al dogma oficial y alentó medidas para condenarla. Cosa que ocurriría finalmente como resultado del primer Concilio de Éfeso (431). La decisión más tarde sería confirmada en el Concilio de Calcedonia (451).
Como resultado de esto, las iglesias partidarias del nestorianismo se separaron de la iglesia oficial y se establecieron como una nueva secta del cristianismo, agrupándose en torno a la Escuela de Edesa. Anatemizadas y perseguidas en el Imperio Romano de Oriente, se desplazaron a Persia, donde fueron bien recibidas por los cristianos persas que de por sí ya habían declarado su independencia de Constantinopla en un intento por silenciar las acusaciones de filiación extranjera. La Escuela de Edesa se trasladó a la ciudad de Nísibis, luego de eso, un centro del nestorianismo. En 484, los sasánidas ejecutaron al patriarca católico pro-bizantino Babeo y lo substituyeron por el obispo nestoriano de Nísibis, Barsauma, terminando de forma efectiva los vínculos entre la Iglesia del Este y el Imperio romano.
El cisma terminó en 544 cuando el patriarca Aba I ratificó la decisión del Concilio de Calcedonia. Después de esto, ya no hubo técnicamente ninguna «iglesia nestoriana», es decir, una iglesia que siguiera la doctrina del nestorianismo, aunque persistieron leyendas de que aún existía una iglesia similar más al este (asociada en particular con la figura del Preste Juan), y se siguió aplicando la etiqueta de «nestoriana» aunque técnicamente ya no era correcta. Las investigaciones modernas sugieren que también la Iglesia del Oriente en China no enseñaba una doctrina de dos naturalezas distintas de Cristo.